# Juan Otero
Juan Ferney Otero Tovar (Sipí, 26 maggio 1995) è un calciatore colombiano, attaccante dello Sporting Gijón.

## Carriera

### Club
Ha esordito il 28 luglio 2014 in un match perso 2-0 contro il Santa Fe.

### Nazionale

#### Nazionali giovanili
Nel 2015 con la Nazionale Under-20 colombiana ha preso parte al Campionato sudamericano disputando sei partite e segnando un gol ed al Campionato mondiale disputando tre partite.

#### Nazionali maggiore
Nel giugno 2021 viene convocato dalla nazionale Maggiore per disputare la Copa América ma, dopo essere risultato positivo al test per il COVID-19, viene lasciato fuori dalla lista definitiva.

## Statistiche

### Presenze e reti nei club
Statistiche aggiornate al 30 gennaio 2017.
| Stagione        | Squadra            | Campionato      | Campionato | Campionato | Coppe nazionali | Coppe nazionali | Coppe nazionali | Coppe continentali | Coppe continentali | Coppe continentali | Altre coppe | Altre coppe | Altre coppe | Totale | Totale | Totale |
| Stagione        | Squadra            | Comp            | Pres       | Reti       | Comp            | Pres            | Reti            | Comp               | Pres               | Reti               | Comp        | Pres        | Reti        | Pres   | Reti   |        |
| --------------- | ------------------ | --------------- | ---------- | ---------- | --------------- | --------------- | --------------- | ------------------ | ------------------ | ------------------ | ----------- | ----------- | ----------- | ------ | ------ | ------ |
| 2014            | Fortaleza C.E.I.F. | A               | 6          | 0          | CC              | 0               | 0               |                    | -                  | -                  |             | -           | -           | 6      | 0      |        |
| 2015            | Fortaleza C.E.I.F. | B               | 12         | 5          | CC              | 1               | 0               |                    | -                  | -                  |             | -           | -           | 13     | 5      |        |
| 2015-2016       | Deportivo B        | TD              | 34         | 19         |                 | -               | -               |                    | -                  | -                  |             | -           | -           | 34     | 19     |        |
| 2016            | Fortaleza C.E.I.F. | A               | 18         | 3          | CC              | 0               | 0               |                    | -                  | -                  |             | -           | -           | 18     | 3      |        |
| Totale carriera | Totale carriera    | Totale carriera | 36         | 8          |                 | 1               | 0               |                    | -                  | -                  |             | -           | -           | 37     | 8      |        |
| 2016-2017       | Estudiantes (LP)   | PD              | 12         | 2          | CA              | 1               | 1               | CL+CS              | 5+4                | 1+0                |             | -           | -           | 22     | 4      |        |
| 2017-2018       | Estudiantes (LP)   | PD              | 8          | 2          | CA              | 0               | 0               |                    | -                  | -                  |             | -           | -           | 8      | 2      |        |
| Totale carriera | Totale carriera    | Totale carriera | 90         | 31         |                 | 2               | 1               |                    | 9                  | 1                  |             | -           | -           | 101    | 33     |        |